# Prestonia hammelii
Prestonia hammelii är en oleanderväxtart som beskrevs av J.F. Morales. Prestonia hammelii ingår i släktet Prestonia och familjen oleanderväxter. Inga underarter finns listade i Catalogue of Life.